# 51. Międzynarodowy Festiwal Filmowy w Wenecji
51. Międzynarodowy Festiwal Filmowy w Wenecji odbył się w dniach 1–12 września 1994 roku. Imprezę otworzył pokaz włoskiego filmu Listonosz w reżyserii Michaela Radforda. W konkursie głównym zaprezentowano 18 filmów pochodzących z 13 różnych krajów.
Jury pod przewodnictwem amerykańskiego reżysera Davida Lyncha przyznało nagrodę główną festiwalu, Złotego Lwa, ex aequo tajwańskiemu filmowi Niech żyje miłość w reżyserii Tsai Ming-lianga oraz północnomacedońskiemu filmowi Przed deszczem w reżyserii Miłczo Manczewskiego. Drugą nagrodę w konkursie głównym, Nagrodę Specjalną Jury, przyznano amerykańskiemu filmowi Urodzeni mordercy w reżyserii Olivera Stone'a.
Honorowego Złotego Lwa za całokształt twórczości otrzymali włoska scenarzystka Suso Cecchi D’Amico, brytyjski reżyser Ken Loach oraz amerykański aktor Al Pacino.

## Członkowie jury

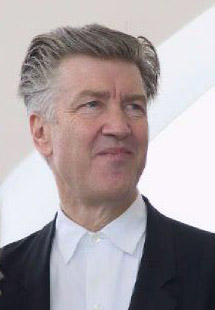
Przewodniczący jury konkursu głównego David Lynch.

### Konkurs główny
- David Lynch, amerykański reżyser − przewodniczący jury[8][9][10]
- Olivier Assayas, francuski reżyser
- Margherita Buy, włoska aktorka
- Gaston Kaboré, burkiński reżyser
- Nagisa Ōshima, japoński reżyser
- David Stratton, australijski krytyk filmowy
- Uma Thurman, amerykańska aktorka
- Mario Vargas Llosa, peruwiański pisarz
- Carlo Verdone, włoski reżyser i aktor

## Selekcja oficjalna

### Konkurs główny
Następujące filmy zostały wyselekcjonowane do udziału w konkursie głównym o Złotego Lwa:
| Tytuł polski                                        | Tytuł oryginalny                                      | Reżyseria          | Kraj produkcji     |
| --------------------------------------------------- | ----------------------------------------------------- | ------------------ | ------------------ |
| Sześć dni, sześć nocy                               | À la folie                                            | Diane Kurys        | Francja            |
| Niech żyje miłość                                   | 愛情萬歲 Ai qing wan sui                              | Tsai Ming-liang    | Tajwan             |
| Wataha                                              | Il branco                                             | Marco Risi         | Włochy             |
| Magiczne kule                                       | Büvös vadász                                          | Ildikó Enyedi      | Węgry              |
| Krzyk serca                                         | Le cri du cœur                                        | Idrissa Ouédraogo  | Burkina Faso       |
| Niebiańskie istoty                                  | Heavenly Creatures                                    | Peter Jackson      | Nowa Zelandia      |
| Lamerica                                            | Lamerica                                              | Gianni Amelio      | Włochy             |
| Mała Odessa                                         | Little Odessa                                         | James Gray         | Stany Zjednoczone  |
| Urodzeni mordercy                                   | Natural Born Killers                                  | Oliver Stone       | Stany Zjednoczone  |
| Pigalle                                             | Pigalle                                               | Karim Dridi        | Francja            |
| Przed deszczem                                      | Пред дождот Pred dożdot                               | Miłczo Manczewski  | Macedonia Północna |
| Cień, którym się staniesz                           | Una sombra ya pronto serás                            | Héctor Olivera     | Argentyna          |
| Pokochać kogoś                                      | Somebody to Love                                      | Alexandre Rockwell | Stany Zjednoczone  |
| Księżyc i pierś                                     | La teta y la luna                                     | Bigas Luna         | Hiszpania          |
| Byk                                                 | Il toro                                               | Carlo Mazzacurati  | Włochy             |
| Bezbrzeżny smutek                                   | Três Irmãos                                           | Teresa Villaverde  | Portugalia         |
| W upalnym słońcu                                    | 陽光燦爛的日子 Yang guang can lan de ri zi            | Jiang Wen          | Chiny              |
| Życie i niezwykłe przygody żołnierza Iwana Czonkina | Život a neobyčejná dobrodružství vojáka Ivana Čonkina | Jiří Menzel        | Czechy             |

### Pokazy pozakonkursowe
Następujące filmy zostały wyświetlone na festiwalu w ramach pokazów pozakonkursowych i specjalnych:
| Tytuł polski                      | Tytuł oryginalny                         | Reżyseria                | Kraj produkcji    |
| --------------------------------- | ---------------------------------------- | ------------------------ | ----------------- |
| Strzały na Broadwayu              | Bullets Over Broadway                    | Woody Allen              | Stany Zjednoczone |
| Zniewoleni                        | Captives                                 | Angela Pope              | Wielka Brytania   |
| Stan zagrożenia                   | Clear and Present Danger                 | Phillip Noyce            | Stany Zjednoczone |
| Oświadczyny                       | Dichiarazioni d'amore                    | Pupi Avati               | Włochy            |
| Forrest Gump                      | Forrest Gump                             | Robert Zemeckis          | Stany Zjednoczone |
| Genezis – od stworzenia do potopu | Genesi: La creazione e il diluvio        | Ermanno Olmi             | Włochy            |
| Miłość i szczątki ludzkie         | Love & Human Remains                     | Denys Arcand             | Kanada            |
| Marta (repremiera)                | Martha                                   | Rainer Werner Fassbinder | RFN               |
| Metal Skin                        | Metal Skin                               | Geoffrey Wright          | Australia         |
| Noc i chwila                      | The Night and the Moment                 | Anna Maria Tatò          | Wielka Brytania   |
| Miasteczko Halloween              | The Nightmare Before Christmas           | Henry Selick             | Stany Zjednoczone |
| Oasi                              | Oasi                                     | Cristiano Bortone        | Włochy            |
| Listonosz                         | Il postino                               | Michael Radford          | Włochy            |
| 47 roninów                        | 四十七人の刺客 Shijûshichinin no shikaku | Kon Ichikawa             | Japonia           |
| Bananowy głupek                   | Staggered                                | Martin Clunes            | Wielka Brytania   |
| Tom i Viv                         | Tom & Viv                                | Brian Gilbert            | Wielka Brytania   |
| Prawdziwe kłamstwa                | True Lies                                | James Cameron            | Stany Zjednoczone |
| Wilk                              | Wolf                                     | Mike Nichols             | Stany Zjednoczone |
| Woodstock (wersja reżyserska)     | Woodstock                                | Michael Wadleigh         | Stany Zjednoczone |

## Laureaci nagród

### Konkurs główny
Złoty Lew
- Niech żyje miłość, reż. Tsai Ming-liang
- Przed deszczem, reż. Miłczo Manczewski

Nagroda Specjalna Jury
- Urodzeni mordercy, reż. Oliver Stone

Srebrny Lew
- Byk, reż. Carlo Mazzacurati
- Mała Odessa, reż. James Gray
- Niebiańskie istoty, reż. Peter Jackson

Puchar Volpiego dla najlepszej aktorki
- Maria de Medeiros − Bezbrzeżny smutek

Puchar Volpiego dla najlepszego aktora
- Xia Yu − W upalnym słońcu

Puchar Volpiego dla najlepszej aktorki drugoplanowej
- Vanessa Redgrave − Mała Odessa

Puchar Volpiego dla najlepszego aktora drugoplanowego
- Roberto Citran − Byk

Złota Osella za najlepszą reżyserię
- Gianni Amelio − Lamerica

Złota Osella za najlepszy scenariusz
- Bigas Luna i Cuca Canals − Księżyc i pierś

Złota Osella za najlepsze zdjęcia
- Christopher Doyle − Popioły czasu

Wyróżnienie Specjalne
- Juliette Lewis za rolę w filmie Urodzeni mordercy

### Wybrane pozostałe nagrody
Złoty Medal Przewodniczącego Senatu Włoch
- Życie i niezwykłe przygody żołnierza Iwana Czonkina, reż. Jiří Menzel

Złoty Klaps dla najlepszego młodego reżysera
- La bella vita, reż. Paolo Virzì

Nagroda FIPRESCI
- Konkurs główny:  Niech żyje miłość, reż. Tsai Ming-liang /  Przed deszczem, reż. Miłczo Manczewski
- Sekcje paralelne:  Cholerny świat, reż. Jefery Levy

Nagroda im. Francesco Pasinettiego (SNGCI - Narodowego Stowarzyszenia Włoskich Krytyków Filmowych)
- Najlepszy film:  Lamerica, reż. Gianni Amelio
- Najlepszy aktor:  Rade Šerbedžija − Przed deszczem
- Najlepsza aktorka:  Juliette Lewis − Urodzeni mordercy

Nagroda OCIC (Międzynarodowej Katolickiej Organizacji ds. Filmu i Sztuk Audiowizualnych)
- Lamerica, reż. Gianni Amelio
  - Wyróżnienie Specjalne:  Krzyk serca, reż. Idrissa Ouédraogo /  Przed deszczem, reż. Miłczo Manczewski

Nagroda CICAE (Międzynarodowej Konfederacji Kin Studyjnych)
- Lamerica, reż. Gianni Amelio

Nagroda UNESCO
- Orły nie polują na muchy, reż. Sergio Cabrera
- Przed deszczem, reż. Miłczo Manczewski

Honorowy Złoty Lew za całokształt twórczości
- Suso Cecchi D’Amico
- Ken Loach
- Al Pacino